# Joe Darby
Joseph M. (Joe) Darby (ongeveer 1979) is een Amerikaanse sergeant bij de militaire politie die in de Abu Ghraib-gevangenis werd geconfronteerd met foto's van medesoldaten die zich hadden bezondigd aan mishandelingen van Iraakse gevangenen. Hij was degene die deze feiten rapporteerde en daarmee het Abu Ghraib-schandaal op gang bracht.
Darby is woonachtig in Cresaptown (Maryland). Hij dient de 372e Military Police Company, die in Cresaptown is gelegerd. Zelf stamt hij uit een vrij arm gezin uit de plaats Jenners in het naburige Pennsylvania.